# 12446 Juliabryant
12446 Juliabryant eller 1996 PZ6 är en asteroid i huvudbältet som upptäcktes den 15 augusti 1996 av de båda amerikanska astronomerna Jack B. Child och Robert H. McNaught i Yatsuka. Den är uppkallad efter astrofysikern Julia Bryant.
Den tillhör asteroidgruppen Hungaria.